# Julio Noriega Bernuy
Julio Noriega Bernuy (Acochaca, Áncash, 1956) es un lingüista y catedrático peruano, especialista en literatura quechua, peruana y latinoamericana. Dr. en Letras por la Universidad de Pittsburg y docente en el Knox College de Illinois. Ha publicado varios ensayos y trabajos de crítica referentes a la literatura quechua.

## Biografía
Nació en el pueblo ancashino de Acochaca, en 1956. Estudió la primaria en la escuela mixta de Acochaca y la educación secundaria en el Colegio Amauta Atusparia del pueblo de Chacas. Es tío del gobernador regional de Áncash, Koki Noriega Brito.
Estudió literatura en la Universidad Nacional Mayor de San Marcos (UNMSM), donde logró el bachillerato universitario en 1984 y la licenciatura en Literatura en 1985. Después fue a Pittsburgh en los Estados Unidos y estudió literatura latinoamericana en la Universidad de Pittsburgh, obteniendo el grado de magíster en 1989. En 1993 se doctoró en Literatura latinoamericana y peninsular en la misma universidad. Desde 2009 es profesor universitario de literatura latinoamericana en el Knox College en Galesburg (Illinois). Sus intereses principales son la literatura de los migrantes latinoamericanos, las culturas indígenas de las Américas y la literatura quechua.
En 1993 publicó la antología “Poesía quechua escrita en el Perú”. Obtuvo el Premio Letras de Oro en 1994 por su ensayo “Buscando una tradición poética quechua en el Perú”, publicado en castellano por la Universidad de Miami (Miami, Florida, Estados Unidos) en 1995. Una segunda edición de ese libro salió en 2011 con el título “Escritura quechua en el Perú”. En el mismo año apareció otro ensayo, “Caminan los Apus: Escritura andina en migración”, que estudia la obra de escritores peruanos, tanto nuevos como consagrados, desde la perspectiva de la migración andina hacia las grandes metrópolis.

## Publicaciones
- Poesía quechua escrita en el Perú. Lima: Centro de Estudios y Publicaciones, 1993. 539 pp.
- Buscando una tradición poética quechua en el Perú. Miami: University of Miami, North-South Center Press, Iberian Studies Institute (1995), No 224. Premio Letras de Oro.
- Escritura quechua en el Perú. Lima: Ediciones Pakarina, Universidad Nacional Mayor de San Marcos, 2011. 148 pp.
- Caminan los Apus: Escritura Andina en Migración. Lima: Pakarina Ediciones, 2012. 184 pp. ISBN 978-612-4600081
- Poesía quechua en el Perú. Antología. 2ª ed. Cusco: Ministerio de Cultura-Dirección Desconcentrada de Cultura de Cusco, 2016. 150 pp. ISBN 978-612-46000
- Poesía quechua en Bolivia. Antología. Universidad Nacional Mayor de San Marcos, Pakarina Ediciones, 2016. 804 pp. ISBN 978-612-4297069

### Coautoría
- Julio Noriega Bernuy (ed.), Dida Aguirre, Lily Flores, William Hurtado, Eduardo Ninamango, Porfirio Meneses: Five Quechua Poets/Pichka Harawikuna. Pittsburgh: Americas Society/Latin American Literary Press Review, 1998.
- Julio Noriega Bernuy, Javier Morales Mena: Cine andino. Lima: Pakarina Ediciones, 2015. 264 pp. ISBN 978-612-4297038